# Sie Fu-č’
Sie Fu-č’ (čínsky pchin-jinem Xiè Fùzhì, znaky zjednodušené 谢富治, tradiční 謝富治; 29. září 1909 – 26. března 1972) byl čínský komunistický politik. Roku 1931 vstoupil do Komunistické strany Číny, účastnil se bojů občanské války a čínsko-japonské války. Po vzniku Čínské lidové republiky byl stranickým tajemníkem ve východním S’-čchuanu (1949–1952) a v Jün-nanu (1952–1959). Roku 1959 přešel do Pekingu na místo ministra veřejné bezpečnosti (1959–1970) a  místopředsedy vlády (1965–1972). Za kulturní revoluce patřil k jejím nejrozhodnějším stoupencům, což umožnilo jeho politický vzestup, stal se tajemníkem sekretariátu ÚV (od 1966), kandidátem (1966–1969) a členem politbyra (1969–1972), předsedou pekingského revolučního výboru (1967–1972) a prvním tajemníkem pekingského městského výboru KS Číny (1971–1972), členem užších skupin v rámci ústřední vojenské komise, které řídily ozbrojené síly (1967–1972).
Roku 1980 byl za své zločiny spáchané během kulturní revoluce posmrtně vyloučen ze strany.

## Život
Sie Fu-č’ se narodil roku 1909 v okrese Chung-an na východě provincie Chu-pej. Roku 1930 se přidal k čínské Rudé armádě a následujícího roku vstoupil do Komunistické strany Číny vstoupil v roce 1931. Působil sovětské oblasti E-jü-wan, v řadách komunistické 4. armády, resp. později 4. frontu. Se 4. frontem se účastnil Dlouhého pochodu.
Koncem 30. let sloužil ve 129. divizi 8. pochodové armády. Před rokem 1949 sloužil jako politický komisař ve 4. koloně 2. polní armády. Jeho jednotka se zúčastnila kampaně Chuaj-chaj v občanské válce s Kuomintangem, po níž byla začleněna do nově vytvořené 14. armády 2. polní armády jako 41. divize. Později povýšil na politického komisaře 4. armády a pak 3. armády v 2. polní armádě. Se svými jednotkami se účastnil bojů v Che-nanu, přechodu řeky Jang-c’ a dobytí S’-čchuanu.
Po vzniku Čínské lidové republiky v roce 1949 byl jmenován tajemníkem regionálního výboru KS Číny pro východní S’-čchuan a komisařem východos’čchuanské vojenské oblasti. Roku 1952 byl přeložen do Jün-nanu na místo tajemníka (resp. od roku 1956 prvního tajemníka) provinčního výboru KS Číny (do 1959) a velitele a komisaře jünnanského vojenského okruhu (1955–1959). Při zavedení vojenských hodností roku 1955 obdržel hodnost generálplukovníka. Na VIII. sjezdu KS Číny v roce 1956 byl zvolen členem ústředního výboru KS Číny.
Roku 1959 byl přeložen do Pekingu, kde od Luo Žuej-čchinga převzal úřad ministra veřejné bezpečnosti. Začátkem roku 1965 byl navíc jmenován místopředsedou státní rady (vlády).
Od počátku kulturní revoluce ji aktivně a rozhodně podporoval, policii a obecně bezpečnostní aparát země vyzýval k podpoře revoluce, včetně podpory Rudých gard v jejich násilnostech proti skutečným i domnělým odpůrcům revoluce, instruoval pracovníky bezpečnosti, že při vyšetřování obvinění z kontrarevolučních činů nemají brát ohled na pravidla a zákonné postupy, ale mají volit „nejvhodnější metody“ šetření kauz bez nějaké benevolence, což vedlo k rozšíření týrání a mučení. Hrál výraznou roli v kampaních proti Teng Siao-pchingovi, Liou Šao-čchimu a Tchao Čuovi a jejich odsouzení jako kontrarevolučních činitelů. Jeho rozhodná podpora kulturní revoluce vedla k tomu, že byl v srpnu 1966 zvolen kandidátem politbyra a tajemníkem sekretariátu a členem reorganizovaného pekingského městského výboru strany. Byl také členem vlivné skupiny pro kulturní revoluci.
V dubnu 1967 přešla v Pekingu veškerá moc na pekingský revoluční výbor, jehož předsedou byl zvolen Sie Fu-č’. Dostal přednost před (nedávno vybraným, v květnu 1966) tajemníkem pekingského výboru KS Číny Li Süe-fengem, který byl považován za příliš nepřátelského vůči Rudým gardám. Sie se stal také prvním politickým komisařem pekingského vojenského okruhu. Současně zahájil revoluční kampaň v řadách bezpečnostních a zpravodajských pracovníků ministerstva veřejné bezpečnosti s tím, že ministerstvo pod vedením Luo Žuej-čchinga sledovalo kontrarevoluční linii. Roku 1969 na IX. sjezdu KS Číny byl zvolen členem politbyra. Když byl v roce 1971 obnoven pekingský výbor strany, byl jmenován jeho prvním tajemníkem.
Od roku 1967 se podílel i na vedení ozbrojených sil, když se stal členem stálého výboru ústřední vojenské komise KS Číny (od března 1967), pracovní skupiny ústřední vojenské komise (od března 1968) a pracovní konference ústřední vojenské komise (od října 1971). 
Zemřel v Pekingu 26. března 1972.
Koncem 70. let byl spolu s Kchang Šengem označen za stejně odpovědného za zločiny kulturní revoluce a viníka „protistranické činnosti“. V roce 1980 byl proto posmrtně vyloučen ze strany.